# Guido Hermann Schäf
Guido Hermann Schäf (* 14. Oktober 1840 in Grünhainichen; † 14. Mai 1911 in Freiberg) war ein sächsischer Orgelbauer.

## Leben und Werk
Schäf erlernte ab 1862 den Orgelbau bei Christian Friedrich Göthel, dessen Geselle und Meisterschüler er wurde. Am 1. Oktober 1870 gründete Schäf in Grünhainichen seine eigene Werkstatt, die er am 28. August 1879 nach Freiberg verlegte und bis zu seinem Tod im Jahr 1911 führte. Bisher sind sieben Orgelneubauten und zahlreiche Reparatur- und Wartungsarbeiten sowie Renovierungen bekannt. So wurde ihm die Pflege der Freiberger Orgeln von Gottfried Silbermann übertragen, dessen große Orgel im Freiberger Dom er von 1889 bis 1911 wartete. 1892 stimmte er die Silbermann-Orgel in Forchheim, 1901 die in Nassau. In der Kirche Oberbobritzsch renovierte er 1898/1899 die Silbermann-Orgel und ersetzte zwei Register, in Zöblitz führte er 1893 Wartungsarbeiten durch. Großen Anteil hatte er am Bau der Orgeln in Grünlichtenberg, Simselwitz, Eppendorf und Gahlenz. Sein Wirkungskreis blieb auf die Orgellandschaft Sachsen beschränkt.
Aus der Ehe mit Laura Auguste Schäf gingen zwei Söhne hervor. Nach dem Tod von Schäf übertrug Laura Auguste Schäf das Geschäft an Alfred Schmeisser.

## Werkliste
Die Werkliste führt seine bisher bekannten Orgelneubauten auf.
In der fünften Spalte bezeichnet die römische Zahl die Anzahl der Manuale, ein großes „P“ ein selbstständiges Pedal und die arabische Zahl in der vorletzten Spalte die Anzahl der klingenden Register.
| Jahr | Ort                | Gebäude                     | Bild | Manuale | Register | Anmerkungen                                               |
| ---- | ------------------ | --------------------------- | ---- | ------- | -------- | --------------------------------------------------------- |
| 1871 | Weißenborn/Erzgeb. | Dorfkirche                  |      | I/P     | 9        | Neubau                                                    |
| 1876 | Langenau           | St.-Leonhards-Kirche        |      | II/P    | 11       | Neubau                                                    |
| 1876 | Gränitz            | Bethaus                     |      | II/P    | 11       | Neubau; erhalten                                          |
| 1878 | Annaberg-Buchholz  | Lehrerseminar Annaberg      |      | II/P    | 14       | Neubau; 1914 Umsetzung nach Ulbersdorf                    |
| 1880 | Wilkau-Haßlau      | Michaeliskirche Wilkau      |      | II/P    | 20       | Neubau, 1926 Umbau Jehmlich / 1970 Umbau Schuster → Orgel |
| 1887 | Kleinhartmannsdorf | Kleinhartmannsdorfer Kirche |      | II/P    | 14       | Neubau                                                    |